# Mapfre
A MAPFRE (acrônimo de Mutualidad de la Agrupación de Proprietários de Fincas Rústicas de España) foi fundada em 1933 e hoje é um grupo multinacional de origem espanhola, formado por 250 empresas.

## História

### Brasil
A MAPFRE iniciou suas atividades no Brasil em 1992, quando teve início o processo de incorporação do Grupo Segurador Vera Cruz, operação concluída em 1996.
O Grupo Segurador BB-MAPFRE
Foi fundado no dia 05 de maio de 2010, com uma união entre o Banco do Brasil, através da subsidiária BB Seguros, e o grupo MAPFRE Seguros.
Com a criação de duas sociedades holdings, as empresas do novo grupo têm uma atuação conjunta no desenvolvimento e comercialização de produtos de seguros no Brasil, nos segmentos de pessoas e ramos elementares, incluindo habitacional, agrícola e veículos.
O grupo BB-MAPFRE detém influência no mercado de prêmios (sem produtos de acumulação) com o valor de R$ 8,6 bilhões [em 2012]. 
Ocupar as primeiras posições em Vida e Pessoas, e também no mercado de seguros de Automóvel, possui 25 milhões de clientes e é uma das 50 maiores empresas do país[carece de fontes?]. 
No segmento de Seguro de Cascos Marítimos, fechou 2024 como líder de mercado, conforme o sistema de Estatísticas da Susep sendo considerada por parceiros especializados como uma das melhores do país no ramo.
No total, o conglomerado emprega mais de 5 mil colaboradores e possui mais de 25 mil pontos de vendas.
No Brasil, o grupo MAPFRE é representado pelas seguintes empresas
- Vallanza - Plataforma de consultoria e corretora de seguros.
- MAPFRE Seguros Gerais S.A. - especializada em ramos elementares
- MAPFRE Vida S.A. - especializada em seguros de Vida e Benefícios
- MAPFRE Affinity Seguradora S.A. - especializada em seguros de afinidade e parcerias comerciais
- Vida Seguradora S.A. - especializada em seguros de Vida e Benefícios
- MAPFRE Vera Cruz Previdência S.A - especializada em planos de previdência privada
- MAPFRE Seguradora de Garantias e Crédito S.A. - especializada em garantias e seguros de crédito comercial
- MAPFRE Distribuidora de Títulos e Valores Mobiliários S.A. - especializada na gestão de recursos financeiros
- Brasil Assistência S.A. - operadora de assistência 24 horas
- Fundación MAPFRE - Sucursal Brasil - patrocinadora de pesquisas e bolsas de estudos
- MAPFRE RE Assessoria Ltda.- especializada em assessoria de resseguros
- ITSEMAP do Brasil Serviços Tecnológicos MAPFRE Ltda.
- CESVI BRASIL S.A. - Centro de Experimentação e Segurança Viária
- MAPFRE Vera Cruz Consultoria Técnica e Administração de Fundos S/C Ltda. - prestação de serviços e investimentos imobiliários
- MAPFRE Detectar Desenvolvimento de Técnicas para Transferência e Administração de Riscos S/C Ltda. - prestação de serviços e investimentos imobiliários
- Nossa Caixa MAPFRE vida e previdência - especializada em seguros de pessoas e planos de previdência
- MAPFRE CONSÒRCIOS - Administradora de consórcios.

Foi eleita pelo Great Place to Work Institute (GPTW) como uma das cem melhores empresas para se trabalhar no Brasil. No país, o CEO da empresa é o Felipe Nascimento. 
Call-Centers no Brasil
- Atualmente, o grupo BB/Mapfre tem seis call centers: dois em São Paulo, um em Barueri, um em São Carlos, um em Franca e um no Rio de Janeiro[7]

### No Mundo
Possui uma rede integrada, formada por seguradoras do Grupo em todo o mundo apoiadas pela sede especializada em Madrid, na Espanha além de acordos com seguradoras nos Estados Unidos, Europa e Ásia.
A empresa é líder absoluta no mercado espanhol e detém posições de destaque em toda a Europa e América Latina [carece de fontes?].

### Em Portugal
Presente em Portugal, desde a década de 1980, a MAPFRE começou em 1987 com a Corporación MAPFRE (Resseguro, que passou a MAPFRE RE em 1995) e com a MAPFRE Caución y Crédito (1987). Em 1991 abriu a MAPFRE Seguros Generales, que em 21 de Abril de 1998 cedeu a sua carteira, como Agência Geral, à nova empresa MAPFRE Seguros Gerais, S.A..
Também faz parte do grupo o ITSEMAP (1987) - consultoria e formação em áreas diversas da segurança integrada (análise de riscos, higiene, meio ambiente, etc.).
Em 1 de Janeiro de 2008 a MAPFRE Seguros Gerais adquiriu a carteira da Agência Geral da MAPFRE Caución y Crédito, passando a explorar estes ramos.
Em 2010, a carteira do ramo Vida da agência geral da MAPFRE é transferida para a MAPFRE Seguros de Vida S.A., dando a início à atividade desta última, e ainda no decorrer deste mesmo ano, o Grupo Finibanco constitui uma associação com a MAPFRE Seguros Gerais através da transmissão de metade do capital e do controlo da gestão da Finibanco Vida – Companhia de Seguros de Vida, S.A. para a área dos seguros e assurfinance.
Em Portugal, o grupo é representado pelas seguintes empresas:
- MAPFRE Assistência
- MAPFRE Vida
- ITSEMAP
- MAPFRE Seguros Gerais
- MAPFRE RE